# Holetown
Holetown (formalmente St. James Town), es una de las mayores ciudades de Barbados, estado insular situado en el Caribe. Es una de las tres principales ciudades de la isla, junto con Speightstown y la capital Bridgetown. Pertenece a la parroquia de Saint James.
El nombre de Holetown proviene de la corriente, The Hole, que proporcionó un lugar de aterrizaje seguro para los colonos. También llamado a veces St. James Town, el asentamiento fue, hasta 1629, la única ciudad de la isla. Holetown celebra la fundación de las primeras 5 plantaciones en Barbados, la primera fortificación importante, el primer lugar de Justicia y la primera Casa de Gobierno. También estuvo involucrada en el comercio transatlántico con Bristol, Londres y Boston, aunque este último considerado ilegal. 
- Datos: Q2290478
- Multimedia: Holetown / Q2290478